# Letizia Paternoster
Letizia Paternoster   (Cles, 22 de juliol de 1999) és una ciclista italiana, que combina tant la carretera com el ciclisme en pista. Actualment milita a l'equip Liv AlUla Jayco.

## Palmarès en pista
- 2016
  -  Campiona del món júnior en Persecució per equips (amb Chiara Consonni, Elisa Balsamo i Martina Stefani)
  -  Campiona d'Europa júnior en Puntuació
  -  Campiona d'Europa júnior en Scratch
  -  Campiona d'Europa júnior en Persecució per equips (amb Chiara Consonni, Elisa Balsamo i Martina Stefani)
- 2017
  -  Campiona del món júnior en Òmnium
  -  Campiona del món júnior en Madison (amb Chiara Consonni)
  -  Campiona del món júnior en Persecució per equips (amb Chiara Consonni, Martina Fidanza i Vittoria Guazzini)
  -  Campiona d'Europa en Persecució per equips (amb Elisa Balsamo, Tatiana Guderzo i Silvia Valsecchi)
  -  Campiona d'Europa júnior en Persecució
  -  Campiona d'Europa júnior en Òmnium
  -  Campiona d'Europa júnior en Cursa per eliminació
  -  Campiona d'Europa júnior en Madison (amb Chiara Consonni)
  -  Campiona d'Europa júnior en Persecució per equips (amb Chiara Consonni, Martina Fidanza i Vittoria Guazzini)
- 2018
  -  Campiona d'Italìa en puntuaciuó júnior
- 2019
  -  Campiona d'Europa sub-23 en Persecució per equips
  -  Campiona d'Europa sub-23 en Cursa per eliminació
  -  Campiona d'Europa sub-23 en americana
  - Campiona als Jocs Europeus en persecució per equips
- 2021
  -  Campiona del món en Cursa d'eliminació
- 2023
  -  Campiona d'Italìa en persecució individual
- 2024
  -  Campiona d'Europa en Persecució per equips

## Palmarès en ruta
- 2015
  - 1a al Festival olímpic de la joventut europea en ruta
- 2016
  - Vencedora d'una etapa a l'Albstadt-Frauen-Etappenrennen
- 2017
  -  Campionat d'Itàlia de ciclisme en ruta júnior
  -  Campionat d'Itàlia de ciclisme en contrarellotge júnior
- 2018
  - 1a al Gran Premi Elsy Jacobs i vencedora d'una etapa
  - 1a al Gran Premi della Liberazione
- 2019
  -  Campiona d'Europa de ciclisme en ruta sub-23
  - Vencedora d'una etapa al Santos Women's Tour
- 2024
  - 1a al Gran Premi de Gatineau

### Resultats a les Grans voltes

#### Giro d'Itàlia
- 2023: 56a posició

#### Tour de França
- 2025: 84a posició

#### Volta a Espanya
- 2025: 80a posició